# Choustník
Choustník – wieś i gmina w Czechach, w powiecie Tabor, w kraju południowoczeskim. Według danych z dnia 1 stycznia 2013 liczyła 515 mieszkańców.
W Choustník urodził się arcybiskup-elekt lwowski i rektor Uniwersytetu Karola w Pradze Václav Vilém Václavíček.